# 安条克的乔治
安条克的乔治是诺曼人西西里王國首位海军将领，叙利亚希腊裔拜占庭基督徒，曾在齐里王朝埃米尔手下任职，后前往西西里为鲁杰罗二世服务。